# Hvad med os?
Hvad med os? er en dansk film fra 1963, instrueret af Henning Carlsen efter manuskript af Leif Panduro. Historien centrerer om en tidligere modstandsmand, der konfronteres med den ny generation og prøver at frigøre sig fra en gammel konflikt.

## Medvirkende
- Erno Müller
- Maud Bertelsen
- Buster Larsen
- Preben Neergaard
- Jørn Jeppesen
- Paul Hagen
- Kirsten Rolffes
- Morten Grunwald
- Claus Nissen
- Birger Jensen